# Aliou Dieng
Aliou Dieng, né le 16 octobre 1997, est un footballeur international malien. Formé au club malien du Djoliba AC, il joue pour Al Ahly SC.

## Biographie

### MC Alger
Le milieu de terrain malien du Djoliba AC arrive le 15 janvier 2018 à Alger pour la signature de son contrat avec le MC Alger. Les contacts ont été entamés avec son club formateur pour pallier la non venue du Zambien Walter Bwalya qui était la priorité du club, mais comme le coach Bernard Casoni voulait un milieu défensif supplémentaire, tout s'est accéléré durant la dernière semaine du mercato hivernal.
Après avoir accompli toutes les formalités médicales obligatoires à son recrutement, il se rend au siège du club où il signe son contrat en présence de Ladj, Djamel Merbout, Boutenoune et d’autres proches du club.
La durée du contrat s'élève à 30 mois (jusqu'au 15 juillet 2020). Le Mouloudia a misé sur cette longue durée car il s’agit d’un joueur international pétri de qualités et âgé d'à peine 21 ans.
Convoité par des clubs turcs, Aliou a préféré le challenge mouloudéen en espérant avoir le même cheminement que son compatriote Drissa Diakité qui a rejoint la ligue 1 française via le Mouloudia en 2005.
Le 5 août 2018 Toulouse FC a formulé une offre de 3 millions d'euros mais la direction du Mouloudia a décliné l'offre.

### En équipe du Mali
Il joue son premier match en équipe du Mali le 5 juillet 2015, contre la Guinée-Bissau (victoire 3-1). Il inscrit son premier but le 31 janvier 2016, contre la Tunisie, lors des quarts de finale du championnat d'Afrique 2016. Le Mali s'incline en finale du championnat d'Afrique face à la République démocratique du Congo. En décembre 2021, Dieng est retenu par le sélectionneur Mohamed Magassouba pour participer à la Coupe d'Afrique des nations 2021,. Le 2 janvier 2024, il est retenu dans la liste des vingt-sept joueurs maliens sélectionnés par Éric Chelle pour disputer la Coupe d'Afrique des nations 2023.

## Palmarès
- Finaliste du championnat d'Afrique des nations en 2016 avec l'équipe du Mali
- Vainqueur du Championnat d'Égypte avec Al Ahly SC en 2020 et 2023
- Vainqueur de la Ligue des champions de la CAF avec Al Ahly SC en 2020, 2021, 2023 et 2024
- Vainqueur du Coupe d'Égypte avec Al Ahly SC en 2020 et 2022
- Vainqueur du Supercoupe d'Égypte avec Al Ahly SC en 2022 en 2023
- 2 fois vainqueur du Supercoupe de la CAF avec Al Ahly SC
- 3ème du Coupe du monde des clubs avec Al Ahly SC en 2020 et 2021

L'international malien aura remporté en tout 12 titres avec Al Ahly SC